# Daniel Rygel
Daniel Rygel (ur. 16 listopada 1979) – czeski piłkarz występujący na pozycji pomocnika. W latach 2007–2009 występował w polskiej Odrze Wodzisław Śląski.